# La Métamorphose du molkex
La Métamorphose du molkex est un roman de science-fiction allemand de 1964. Il s'agit du numéro 72 de la série Perry Rhodan. La première partie (Das zweite Imperium) est de Clark Darlton ; la deuxième partie (Im Banne des Riesenplaneten) est de Kurt Brand.

## Das zweite Imperium
Dans les livres précédents, l'empire terrien avait pour ennemi l'empire des Bienveillants. Ces derniers utilisaient la race des annélicères comme serviteurs. Perry Rhodan est devenu l'ami d'un de ces annélicères, appelé Petit-Pierre, et l'a ramené avec lui.
Dans ce roman, Petit-Pierre est décrit, c'est un annélide, une sorte de ver de terre géant et intelligent. Il n'a pas de mains, ni d'équivalent de mains. Il peut survivre dans le vide sans scaphandre, ce qui lui permet d'aller d'un vaisseau spatial à un autre sans trop de difficultés.
Les vaisseaux des Bienveillants sont équipés d'un revêtement de Molkex, une matière dont la nature est inconnue, mais qui peut résister à toutes les armes des vaisseaux de guerre terrien.
Un combat s'engage entre les vaisseaux terriens et les vaisseaux des Bienveillants. Les vaisseaux terriens esquivent tous les coups et les vaisseaux des Bienveillants résistent à tous les coups, ce qui fait que le combat s'éternise.
Les Bienveillants laissent un vaisseau immobile pour servir d'appât et leur permettre de capturer des terriens. Perry Rhodan, ne se doutant de rien, envoient l'Emir (fiction) et le mutant Ras Tschubai. Ils se téléportent dans le vaisseau, mais il se passe quelque chose que nul n'avait prévu, ni les Bienveillants, ni les terriens : ils se retrouvent prisonniers, à une taille microscopique, dans le molkex. Ils voient à l'œil nu le noyau d'un atome et l'ombre d'un électron qui tourne autour de ce noyau.     
Ils se téléportent ailleurs et se retrouvent à la surface d'une planète, toujours avec leur taille microscopique : ils croisent une daphnie et une amibe qui leur semblent gigantesques. Pour se nourrir, ils tuent un unicellulaire, le découpent en morceaux pour en faire des provisions qu'ils mettent dans leurs scaphandres.
Ils se téléportent dans l'espace. Ils ont de la chance, juste à ce moment, l'étoile (à côté de laquelle ils sont) devient une nova réduisant toute vie à néant sur cette planète. Le souffle de la nova les emporte très loin pendant leur téléportation. Coup de chance, ils tombent sur un vaisseau spatial. Ce vaisseau appartient à une civilisation de robots, qui a une technologie plus avancée que celle des terriens. Les robots semblent à court d'énergie, donc l'Émir en profite pour faire la sieste sans remords. Ras Tschubai se retrouve face à un robot qui essaie de le tuer ; ce robot est presque à court d'énergie, mais dangereux quand même. L'Emir se réveille de sa sieste et vient à bout du robot sans problème grâce à ses pouvoirs.
Pendant ce temps, le combat entre les Bienveillants et les terriens continue. Perry Rhodan s'étonne de voir que ses amis ne reviennent pas et décide d'envoyer Bully et des soldats dans le vaisseau des Bienveillants par des moyens conventionnels. Bully sur place n'arrive pas à démolir le revêtement en molkex de ce vaisseau, alors il passe par les hublots et se met à l'intérieur. Quand il voit que le vaisseau s'en va, il en sort pour que les autres soldats terriens puissent le récupérer. À la fin du combat entre les terriens et les Bienveillants, Bully organise des recherches sur des années-lumière pour retrouve son ami l'Emir et le mutant qui l'accompagne.
L'initiative de Bully fonctionne, l'un des vaisseaux de secours retrouve nos deux héros ; l'Emir et Ras Tschubai sont obligés d'abandonner le mystérieux navire robot, mais ils sont sauvés.

### Les invraisemblances ou incohérences de ce roman de science-fiction

#### Incohérence sur la taille microscopique
En pratique, même si quelqu'un avait la taille d'un atome, il ne verrait pas un électron : l'électron est minuscule par rapport au rayon d'un atome. Et même s'il pouvait s'approcher d'un électron, il ne verrait que ce que les scientifiques appellent un brouillard électronique. Ce livre ne parle pas du tout de la dualité onde/corpuscule : l'image du noyau et de l'électron n'est qu'une image simpliste de ce qu'est le concept d'atome pour les scientifiques.
Si quelqu'un avait la taille d'un atome, il serait bien incapable de voir une daphnie ou un unicellulaire, car cela serait infiniment trop grand.

#### Invraisemblance sur la série de coïncidences
Une étoile qui se transforme en nova est un évènement rare. Une étoile peut vivre plusieurs millions (ou milliard) d'années avant que cela ne se produise. Nos deux héros ont eu bien de la chance de se téléporter pile au moment où l'étoile se transformait en nova.
Ils ont eu aussi de la chance de se trouver près d'un vaisseau spatial : ils se retrouvent dans le vide spatial à des années-lumière de nulle part et ils tombent sur un vaisseau spatial.

#### Incohérence sur le revêtement indestructible des vaisseaux spatiaux
Il est amusant de voir que les vaisseaux des Bienveillants sont censés être indestructibles, mais il suffit de passer à travers un hublot pour rentrer dedans.

## Im Banne des Riesenplaneten
Le rôle principal dans ce roman est joué par le scientifique Tyll Leyden. Il a été nommé chef sur une planète où il y a un artefact des Grands Anciens vieux de plus d'un million d'années, mais qui fonctionne toujours. Il s'agit d'une représentation de la galaxie en miniature. Tyll Leyden devine qu'un être vivant mais sans pensée menace de dévorer la galaxie. Les armées terrienne et arkonide essaient de détruire cette créature ; en fait, cela ne fait que nourrir la créature ; heureusement, les Grands Anciens interviennent discrètement et sauvent la galaxie.

### Anecdote: ruban perforé
Dans ce roman de science-fiction de 1964, on parle de ruban perforé, une variante des cartes perforées. À l'époque, peu de gens pouvaient imaginer de quelles façons l'informatique allait évoluer.

## Remarques
- Le Major Bergier, commandant d'une barge stellaire de ravitaillement, n'est autre que Jacques Bergier dans cet ouvrage, par le fait d'être devenu l'ami de Walter Ernsting (Clark Darlton) l'année précédente à Trieste (1963).
- Il n'y a pas le moindre personnage féminin dans ce roman.